# Gautier II de Beauchamp
Gautier II de Beauchamp, est un juge et baron anglais, né vers 1192 et décédé le 11 avril 1236. Il est shérif du Worcestershire.

## Origines
Gautier de Beauchamp est le deuxième fils de Guillaume II de Beauchamp (décédé en 1197). Guillaume est décédé alors que Gautier n'avait qu'environ 5 ans. Il a pour tuteur Guillaume III de Briouze, et, plus tard, Roger de Mortimer.
Gautier de Beauchamp est un arrière-petit-fils de Gautier de Beauchamp (décédé en 1133). Ce dernier, marié à Emmeline d'Abetot, avait reçu de son beau-père la baronnie féodale de Salwarpe, Worcestershire. De l'oncle d'Emmeline, il recevra, entre autres, Elmley Castle.
Lorsqu'il a environ 19 ans, Gautier hérite des titres de shérif de Worcesterchire de son frère aîné, Guillaume de Beauchamp, qui vient de mourir.

## Mariages
En 1212, Gautier se marie à la fille de son tuteur, Jeanne de Mortimer. Ils ont un fils, Guillaume, qui épousera Isabelle de Mauduit, qui lui apportera le titre de comte de Warwick.
Après la mort de Jeanne, Gautier se remarie vers 1225 avec une certaine Angaret (décédée en 1280 ou 1283).

## Carrière
Gautier a reçu le titre de shérif de Worcestershire de son frère en 1215. En 1216, il perd son titre après avoir rejoint, avec ses chevaliers, les rebelles. En août 1216, Gautier revient dans le camp du roi Jean, qui lui redonne son titre.